# Шавлак, Игорь Эдуардович
Игорь Эдуардович Шавлак (род. 12 сентября 1962) — советский и российский киноактёр, кинорежиссёр, сценарист и продюсер.

## Биография
Родился 12 сентября 1962 года.
В 1983 году окончил театральное училище им. Б. Щукина (мастерская Ю. Катина-Ярцева).
В 1986—1988 годах вместе с товарищем по курсу Алексеем Севастьяновым руководил театральной студией «Сокольники», которая располагалась в Доме культуры им. Русакова в Москве.
В 2007 году снял фильм ужасов «Путевой обходчик». Фильм не окупился в прокате, из-за чего у Шавлака возникли проблемы с кредиторами. Не сумев рассчитаться с ними по долгам, режиссёр бесследно исчез, предположительно уехав из России. В настоящее время его местонахождение неизвестно.

## Личная жизнь
Первая жена — актриса Мария Зубарева (1962—1993).
Вторая жена (в 1993—2009) — Татьяна Шавлак, костюмер, дизайнер. Дочь — Екатерина (род. 1993), окончила РГГУ по специальности «религиоведение» и поступила на Высшие курсы сценаристов и режиссёров.

## Фильмография

### Актёр
- 1984 — Всё начинается с любви — Глеб
- 1985 — Поезд вне расписания — Влад (озвучил Олег Меньшиков)
- 1985 — Чёрная стрела — Ричард Шелтон
- 1986 — Точка возврата — Игорь Чистяков
- 1987 — Николай Подвойский (страницы жизни)
- 1987 — Запомните меня такой — моряк
- 1987 — Поражение — журналист
- 1988 — Ожог
- 1990 — Семья вурдалаков — журналист
- 1992 — Великий муравьиный путь
- 1992 — Воздушные пираты — Иван
- 1993 — Завтрак с видом на Эльбрус — Слава
- 1996 — Золотой туман — Кирилл — главная роль
- 1997 — Криминальный отдел — Грибов
- 1997 — Сезон охоты — адвокат Дмитрий Погодин
- 1998 — Отражение —  Александр Михайлович Васильев, егерь
- 1998 — Крутые: смертельное шоу — Анатолий
- 1999 — Будем знакомы! — Алексей Симоновский
- 2001 — Сезон охоты 2 — Погодин (роль озвучил Сергей Быстрицкий)
- 2001 — Золото Югры — Костя Сумской
- 2001 — Парижский антиквар — Алексей Соловьёв
- 2005 — Банкирши
- 2005 — Форс-мажор — Артур
- 2007 — Путевой обходчик — полковник

### Режиссёр
- 1990 — Семья вурдалаков[3][4][5]
- 1992 — Великий муравьиный путь
- 1997 — Сезон охоты
- 1998 — Отражение
- 1998 — Крутые: смертельное шоу
- 1999 — Будем знакомы! (молодёжный телесериал)
- 2001 — Золото Югры
- 2001 — Мажоры наносят ответный удар
- 2001 — Парижский антиквар
- 2003 — Сокровища мёртвых
- 2005 — Форс-мажор
- 2007 — Путевой обходчик[6][7]